# Huasca de Ocampo
Huasca de Ocampo é um município do estado de Hidalgo, no México, distante aproximadamente 34 km da cidade de Pachuca de Soto. A cabeceira municipal é a localidade de mesmo nome.

## Etimologia
O nome Huasca de Ocampo, cujo forma original é Huascasaloya, deriva da língua náuatle, onde significa "lugar de regozijo".

## Geografia
O município se limita ao norte com o estado de Veracruz; ao sul com os municípios de Singuilucan e Omitlán de Juárez; a leste com Acatlán e a oeste com Atotonilco el Grande e Omitlán de Juárez.

## História
Aparentemente a partir de 1591 é quando o local ganha importância para o vice-rei, onde com o passar do tempo se converteu num lugar de descanso. Para o ano de 1760, Pedro Romero de Terreros, Conde de regla, construiu as haciendas de São Miguel, Santo Antônio e Santa Maria para abastecer às minas de prata de Real del Monte dando um importante impulso ao povoamento da região.